# Perditorulus evanescens
Perditorulus evanescens är en stekelart som beskrevs av Christer Hansson 1996. Perditorulus evanescens ingår i släktet Perditorulus och familjen finglanssteklar.
Artens utbredningsområde är Costa Rica. Inga underarter finns listade i Catalogue of Life.